# Афрін (район)
Афрін (араб. عفرين) — район (мінтака) у Сирії, входить до складу провінції Алеппо. Адміністративний центр — м. Афрін.
Адміністративно поділяється на 7 нохій.
| Сирія | Це незавершена стаття з географії Сирії. Ви можете допомогти проєкту, виправивши або дописавши її. |